# Papelería

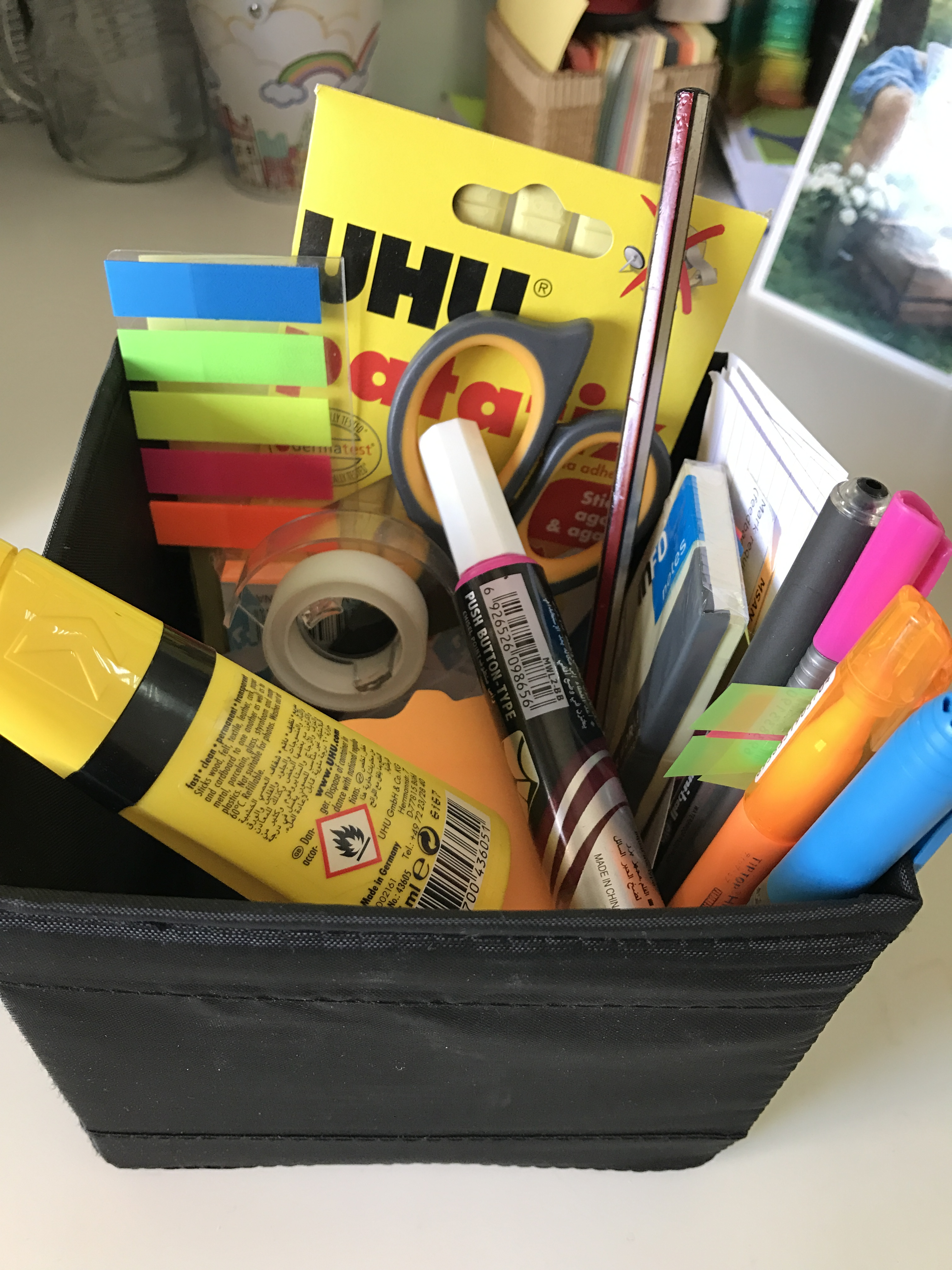
Diferentes artículos de papelería utilizados en una oficina

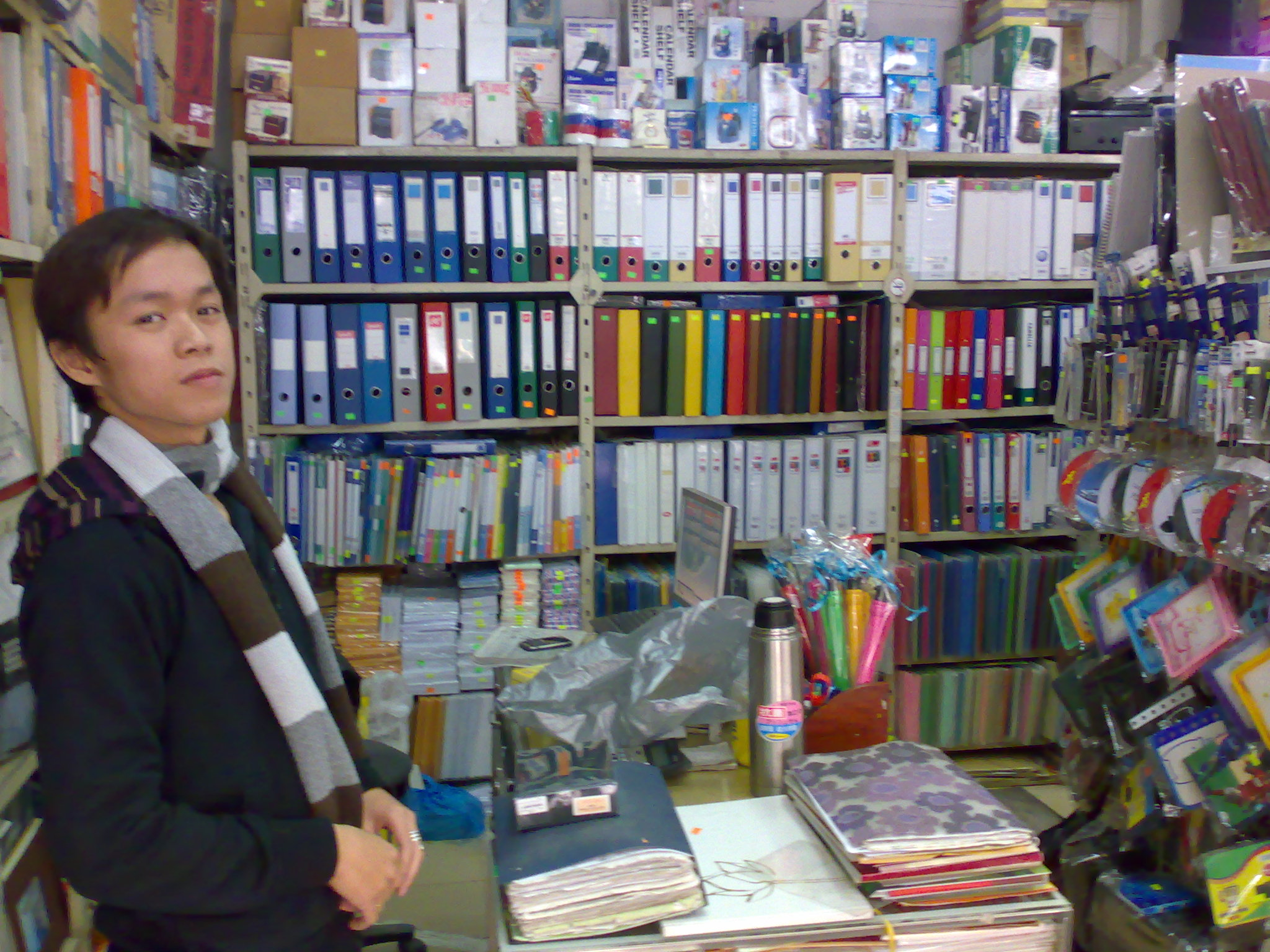
Dentro de una tienda de papelería en Hanói

La papelería, se refiere a las herramientas, materiales y suministros escolares y de oficina utilizados para escribir, imprimir, dibujar y realizar diversas tareas creativas, educativas y administrativas. Esto incluye productos como papel, cuadernos, lápices, bolígrafos, carpetas, borradores, y otros materiales relacionados. En un contexto más amplio, la papelería puede abarcar todo lo necesario para la organización y gestión de documentos y tareas en entornos educativos y laborales.

## Historia de la papelería
Originalmente, el término 'pakuso' se refería a todos los productos vendidos por un papelero, cuyo nombre indicaba que su librería estaba en un lugar fijo. Por lo general, se encontraba en algún lugar cerca de una universidad y era permanente, mientras que en el comercio medieval lo realizaban principalmente vendedores ambulantes (como agricultores y artesanos) en mercados y ferias. Era un término único usado entre los siglos XIII y XV en la cultura manuscrita . Las papelerías eran lugares donde se encuadernaban, copiaban y publicaban libros. Estas tiendas a menudo prestaban libros a estudiantes universitarios cercanos a cambio de una tarifa. Los libros se prestaban por secciones, lo que permitía a los estudiantes estudiarlos o copiarlos, y la única forma de obtener la siguiente parte del libro era devolver la sección anterior. En algunos casos, las papelerías se convirtieron en la opción preferida de los académicos para encontrar libros, en lugar de las bibliotecas universitarias debido a la colección más amplia de libros de las papelerías. The Stationers' Company anteriormente tenía el monopolio de la industria editorial en Inglaterra y era responsable de las regulaciones de derechos de autor.

## Usos de la papelería

### Impresión
La impresión es el proceso de aplicar colorante a una superficie para crear un cuerpo de texto o ilustraciones. Esto a menudo se logra a través de la tecnología de impresión, pero se puede hacer a mano utilizando métodos más tradicionales. La forma más antigua de impresión es el bloqueo de madera.

#### Tipografía

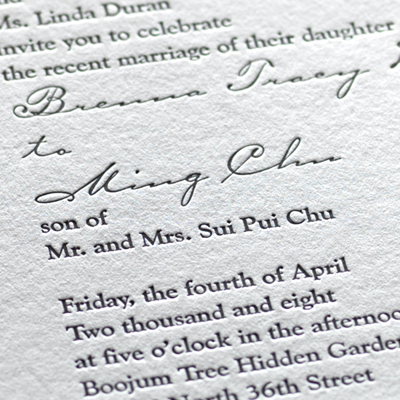
Ejemplo de proceso de tipografía entintada

La tipografía es el proceso de impresión de varias copias idénticas que presiona palabras y diseños en la página. La impresión puede estar entintada o ciega, pero generalmente se realiza en un solo color. Se pueden agregar motivos o diseños, ya que muchas máquinas tipográficas usan placas móviles que deben ser colocadas a mano. La impresión tipográfica siguió siendo el principal método de impresión hasta el siglo XIX.

#### Documentos individuales
Cuando se necesita producir un solo documento, puede ser escrito a mano o impreso por una impresora de computadora. Algunas imprentas pueden producir varias copias de un documento original utilizando papel de varias partes. Escribir con una máquina de escribir es obsoleto, ya que fue reemplazado en gran medida por la preparación de un documento con un procesador de textos e impresión del documento.

#### Termográfico

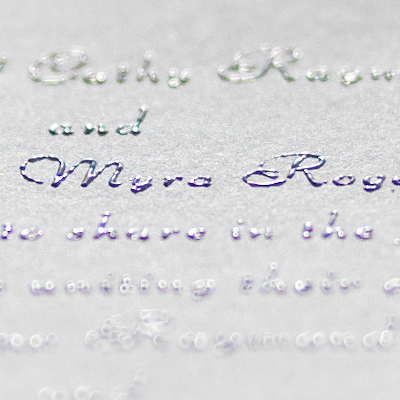
Ejemplo de impresión termográfica. La calidad desigual del texto es el resultado del proceso y diferencia fácilmente la impresión termográfica del estampado.

La impresión termográfica es un proceso que involucra varias etapas pero que puede implementarse en un proceso de fabricación de bajo costo. El proceso consiste en imprimir los diseños o el texto deseados con una tinta que permanece húmeda, en lugar de secarse al contacto con el papel. Luego, el papel se espolvorea con un polímero en polvo que se adhiere a la tinta. El papel se aspira o se agita, mecánicamente o a mano, para eliminar el exceso de polvo y luego se calienta hasta casi la combustión. La tinta húmeda y el polímero se unen y se secan, esto da como resultado una superficie de impresión elevada similar al resultado de un proceso de grabado.

### Realce

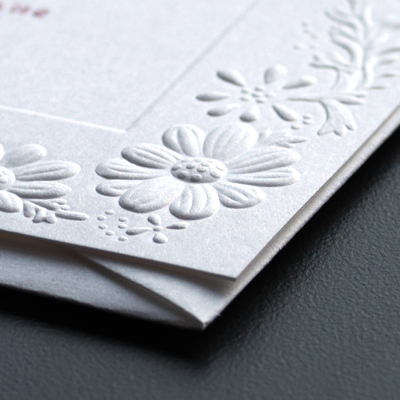
Ejemplo de un diseño en relieve

El estampado en relieve es una técnica de impresión utilizada para crear superficies elevadas en el papel convertido. El proceso se basa en matrices acopladas que presionan el papel en una forma que se puede observar tanto en la superficie frontal como en la posterior. Se requieren dos cosas durante el proceso de estampado: un troquel y un stock. Esto da como resultado un efecto tridimensional (3D) que enfatiza un área particular del diseño.

### Grabado

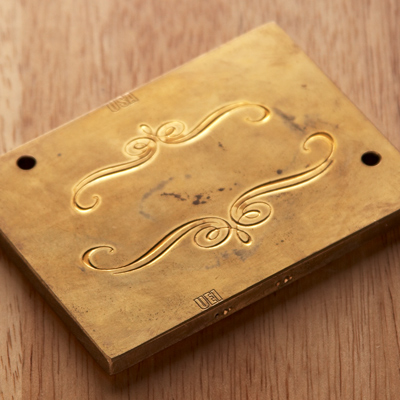
Ejemplo de una placa de grabado de latón que muestra un fuerte desgaste. La placa se graba a mano o a máquina, se entinta y se fuerza en papel a presiones extremadamente altas.

El grabado es un proceso que requiere cortar un diseño en una placa hecha de un material duro. La placa de metal se pule primero para que el corte del diseño pueda ser fácilmente visible para la persona. Esta tecnología tiene una larga historia y requiere una cantidad significativa de habilidad, experiencia y pericia. La placa terminada generalmente se cubre con tinta y luego la tinta se elimina de todas las partes no grabadas de la placa. Luego, la placa se presiona en papel bajo una presión sustancial. El resultado es un diseño ligeramente elevado en la superficie del papel y cubierto de tinta. Debido al costo del proceso y la experiencia requerida, muchos consumidores optan por la impresión termográfica, un proceso que da como resultado una superficie de impresión con un relieve similar, pero a través de diferentes medios a un costo menor.

## Clasificaciones

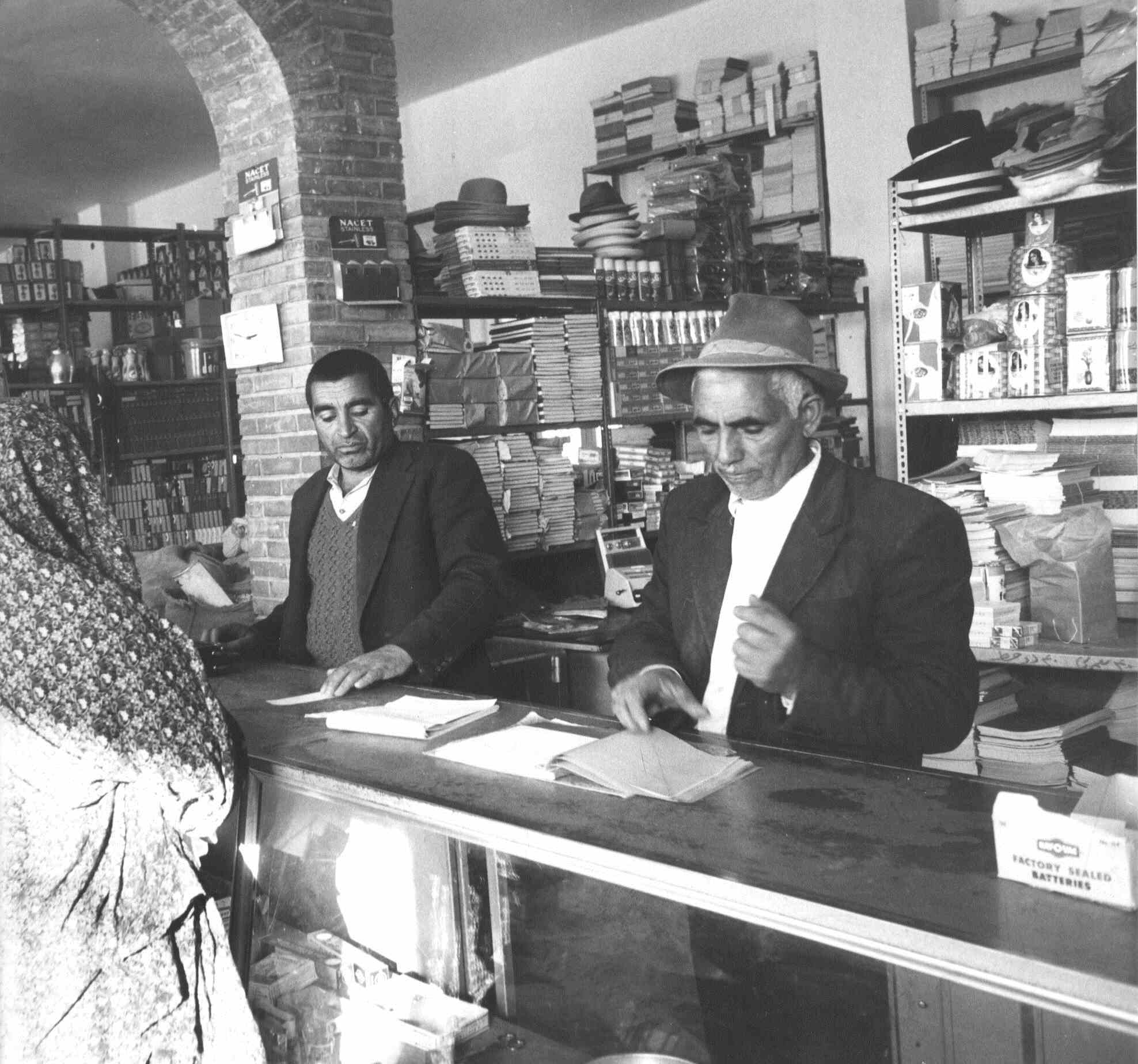
Una papelería el 4 de noviembre de 1973 en Irán

- Papelería comercial: tarjetas de presentación, membretes, facturas, recibos
- Instrumentos de escritorio: perforadoras, grapadoras y grapas, cintas y dispensadores de cinta
- Instrumentos de dibujo: pinceles, lápices de colores, crayones, acuarelas
- Borradores
- Tinta y tóner:
  - Cinta de tinta de impresora matricial
  - Cartucho de inyección de tinta
  - Tóner de impresora láser
  - Tóner de fotocopiadora
- Archivo y almacenamiento:
  - Archivo expandible
  - Carpeta de archivos
  - Carpeta colgante
  - Fichas y archivos
  - Carteras de dos bolsillos
- Suministros de correo y envío:
  - Sobre
- Papel y bloc:
  - Cuadernos, cuaderno con alambre, blocs de notas, papel rayado universitario, papel rayado ancho
  - Papel de oficina: papel de matriz de puntos, papel de impresora de inyección de tinta, papel de impresora láser, papel de fotocopia
- Instrumentos de escritura: bolígrafo, pluma estilográfica, lápiz, bolígrafo de punta porosa, bolígrafo roller, rotulador resaltador

## Suministros escolares
Muchas tiendas que venden artículos de papelería venden también otros útiles escolares para estudiantes de educación primaria y secundaria, incluidas calculadoras de bolsillo, compases y transportadores, loncheras y similares.